# Леонченко Микита Сергійович
Мики́та Сергі́йович Лео́нченко (1993—2014) — рядовий міліції, Міністерство внутрішніх справ України, учасник російсько-української війни.

## Життєпис
Народився 1993 року в місті Докучаєвськ (Донецька область). Створив родину; виховували дитину.
Один з перших добровольців батальйону, рядовий міліції, батальйон патрульної служби міліції особливого призначення «Артемівськ».
Загинув 16 вересня 2014 року від смертельних поранень під час виконання бойового завдання на блокпосту на автодорозі Горлівка — Артемівськ.
Вдома залишилась 10-місячна на той час дитина.
Місце поховання невідоме.

## Нагороди і вшанування
- 14 листопада 2014 року за особисту мужність і героїзм, виявлені у захисті державного суверенітету та територіальної цілісності України, вірність військовій присязі під час російсько-української війни, відзначений — нагороджений орденом «За мужність» III ступеня (посмертно).
- Його портрет розміщений на меморіалі «Стіна пам'яті полеглих за Україну» у Києві: секція 4, ряд 6, місце 23